# Viade de Baixo e Fervidelas
Viade de Baixo e Fervidelas (llamada oficialmente União das Freguesias de Viade de Baixo e Fervidelas) es una freguesia portuguesa del municipio de Montalegre, distrito de Vila Real.

## Historia
Fue creada el 28 de enero de 2013 en aplicación de una resolución de la Asamblea de la República de Portugal promulgada el 16 de enero de 2013 con la unión de las freguesias de Fervidelas y Viade de Baixo, pasando su sede a estar situada en la antigua freguesia de Viade de Baixo.

## Demografía
| Gráfica de evolución demográfica de Viade de Baixo e Fervidelas entre 2011 y 2021 |
|                                                                                   |
| Datos según el nomenclátor publicado por el INE portugués.                        |